# Alan Bannister
Alan Bannister (ur. 3 listopada 1922 w Manchesterze, zm. 18 maja 2007 tamże) – brytyjski kolarz torowy, srebrny medalista olimpijski.

## Kariera
Największy sukces w karierze Alan Bannister osiągnął w 1948 roku, kiedy wspólnie z Reginaldem Harrisem zdobył srebrny medal w wyścigu tandemów podczas igrzysk olimpijskich w Londynie. W wyścigu finałowym reprezentanci Wielkiej Brytanii ulegli ekipie Włoch w składzie: Ferdinando Terruzzi i Renato Perona. Był to jedyny medal wywalczony przez Bannistera na międzynarodowej imprezie tej rangi. W tej samej konkurencji wystartował również na rozgrywanych cztery lata później igrzyskach olimpijskich w Helsinkach, gdzie w parze z Lesem Wilsonem zajął piątą pozycję. Ponadto w 1949 roku zajął trzecie miejsce w Grand Prix Kopenhagi, a dwa lata później trzeci był również w Grand Prix Paryża. Nigdy nie zdobył medalu na torowych mistrzostwach świata.